# Bandera d'Islàndia
La bandera d'Islàndia és descrita oficialment a la llei 34 del 17 de juny de 1944, dia que Islàndia va esdevenir una república. Aquesta llei té com a nom "Llei de la bandera nacional dels islandesos i de l'escut de l'estat" i descriu la bandera islandesa com continua: 
"La bandera civil dels islandesos és blava com el cel amb una creu blanc-neu, així com una creu vermella a l'interior de la creu blanca. Els braços de la creu s'estenen fins als marges de la bandera i la cara combinada és d'1/9, la creu vermella participa d'1/9 de la bandera. A l'esquerra, els espais blaus són quadrats i a la dreta són rectangulars amb una superfície que és el doble de la dels quadrats. La proporció de la bandera és de 18:25."
El pavelló d'estat (Tjúgufáni) és diferent del pavelló civil, ja que els quadrats exteriors són tres vegades la llargada dels altres quadrats. A més, els quadrats exteriors són tallats al cantó de la bandera fins al centre de la seva llargada, on toquen la creu vermella. A partir d'aquí, la bandera és tallada verticalment.

## Construcció i dimensions

Plantilla de construcció de la bandera.

### Colors
Els colors escollits per a la bandera islandesa recorden la geografia i les característiques del país: el vermell simbolitza les erupcions de lava, el blanc recorda les glaceres i les muntanyes, i el blau el cel, el mar i les fonts d'aigua, alhora.
Oficialment, els colors de la bandera islandesa respecten una llei de 1991 que estipula que els colors han de seguir el SCOTDIC (Diccionari Internacional de Colors) :
| Model de color                       | Blau   | Blanc | Vermell          |
| ------------------------------------ | ------ | ----- | ---------------- |
| Standard Colour of Textile (SCOTDIC) | 693009 | 95    | ICELAND FLAG RED |

Finalment el govern islandès ha publicat les especificacions de color en els models més coneguts:
| Model de color | Blau        | Blanc         | Vermell     |
| -------------- | ----------- | ------------- | ----------- |
| Pantone        | 287C        | Blanc         | 199C        |
| RGB            | 2, 82, 156  | 255, 255, 255 | 220, 30, 53 |
| CMYK           | 100-75-2-18 | 0-0-0-0       | 0-100-72-0  |
| HTML           | #02529C     | #DC1E35       | #FFFFFF     |
| Avery          | 520         | 501           | 503         |

## Història

### Llegenda
Segons la llegenda, el 15 de juny de 1219, el rei danès Valdemar II anomenat el Victoriós (1170-1241), després de la batalla de Lyndaniz, va veure una creu blanca que s'apareixia al cel fosc, cosa que va donar peu al naixement de la creu nòrdica. Aquest fet apareix als croats danesos com un missatge que els dictava destruir els seus adversaris pagans, els estonians.
Una altra versió de la llegenda ens diu que a la sortida d'aquesta batalla, la túnica blanca del rei Valdemar II estava completament envermellida de la sang dels combatents, amb excepció del cinturó i el buirac, que formaven una creu blanca.

### Segle XX
El pavelló civil d'Islàndia fou usat com a símbol no oficial des de 1913. Fou adoptat oficialment el 19 de juny de 1913, quan Islàndia era un territori de Dinamarca. Fou usat a la mar des del primer de desembre de 1918, quan Islàndia va esdevenir un regne separat, amb unió amb el de Dinamarca. El 17 de juny de 1944 fou instituït com a emblema de la república independent d'Islàndia. Com les altres creus nòrdiques, el disseny és fundat sobre la bandera de Dinamarca i comporta els mateixos colors, però invertits, que la bandera de Noruega, països amb qui té forts lligams ancestrals.

Antiga bandera oficial, coneguda amb el nom de Hvítbláinn ("el blanc-blau"), usat pels republicans islandesos cap a 1900. Un disseny similar fou adoptat com a bandera per les illes Shetland

## Lleis que fan referència a la bandera
El 17 de juny de 1944 es va publicar una llei sobre la bandera nacional i l'escut, el dia que Islàndia va esdevenir una república. És l'única llei important pel que fa a la bandera i l'escut, a més de dues de 1991, una que defineix les festes nacionals i els períodes que la bandera és hissada i una altra que defineix els colors usats per a la bandera islandesa (abans, havia estat el costum qui definia els colors).
La llei descriu les dimensions de la bandera clàssica i les de les banderes específiques del govern, de les ambaixades i del ministeri d'afers estrangers. La llei explicita també els usos, com la manera com la bandera deu ser hissada i penjada: màstils, cases i els diferents tipus de vaixells.
Segons la llei, usar la bandera és un privilegi, no un dret. El propietari ha de seguir les instruccions d'ús i d'assegurar que la bandera estigui d'acord amb la reglamentació legal vigent sobre el color... La llei estipula que la persona no ha de ser irrespectuós envers la bandera pels seus actes o les seves paraules. Si no se segueix, hi pot haver una multa i pena de presó que pot ser de fins a un any.
La llei original, en l'article dissetè, estipula que una altra llei s'encarregarà de reglamentar els detalls sobre les fetes nacionals, els períodes del dia que la bandera podrà ser hissada. Però aquesta llei no va arribar fins al cap de gairebé 50 anys després, el 1991. Aquesta llei estipula que la bandera s'ha d'hissar després de les set del matí i que, de manera preferent, no pot continuar hissada després de la posta del sol i sobretot no ha de restar hissada després de mitjanit. Si la bandera es fa servir per part d'una assemblea estrangera, per una reunió oficial, d'uns funerals, o una cerimònia de record, la bandera pot restar hissada fins al final de l'acte, però mai després de mitjanit.

## Festes nacionals

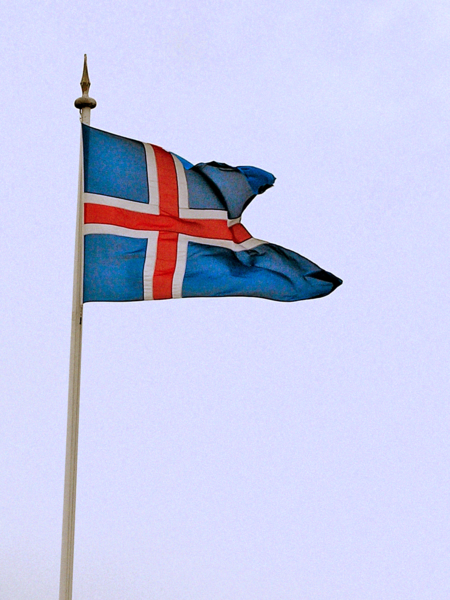
Tjúgufáni hissada.

Segons la llei núm. 5 de 23 de gener de 1991, les dates següents són considerades com a festes nacionals. Durant aquestes dies, la bandera ha de ser hissada en els edificis oficials, sota la supervisió d'oficials i representants de l'Estat. Cada any, l'oficina del primer ministre islandès pot ajustar les dates. Durant aquests dies, la bandera ha de ser hissada en el lloc més alt, excepte el divendres sant que s'ha de pujar fins a mig pal.
- L'aniversari del president de la república
- El dia d'any nou
- Divendres Sant
- Pasqua
- El primer dia d'estiu
- El primer de maig
- Pentecosta
- El dia dels mariners
- El 17 de juny
- El primer de desembre
- Nadal

## El pavelló d'Estat
El pavelló d'Estat d'Islàndia (Ríkisfáni), conegut amb el nom de Tjúgufáni va ser hissada per primer cop el desembre de 1918 a tots els ministeris, tot i que no hi havia cap llei que la definís. No va ser fins al 12 de febrer de 1919 que una llei la va regularitzar.
El pavelló d'Estat és usat en els edificis del govern i en les ambaixades. També es pot trobar en altres edificis que siguin usats d'una manera o altra per part del govern. El Tjúgufáni és l'ensenya naval dels guardacostes islandeos. Els vaixells d'estat i els altres vaixells el poden usar.
La bandera del servei duaner s'usa en els edificis de duanes, els ponts d'entrada en els territoris i els vaixells d'aquest servei.
El pavelló presidencial s'hissa en les residències del president i també a qualsevol vehicle que el transporti.

## Galeria

Bandera presidencial. Proporcions 37:18.
Bandera del servei de duanes. Proporcions 37:18.